# Ahmed Hamoudi
Ahmed Mohamed Bekhit Abd El Gaber Hamoudi (in arabo أحمد حمودي‎?; Alessandria, 30 luglio 1990) è un calciatore egiziano, centrocampista dell'Aswan.

## Caratteristiche tecniche
Trova la sua collocazione ideale nel ruolo di ala destra 
- in modo da poter rientrare con il mancino - o dietro le punte a supportare la manovra. In possesso di un'ottima progressione palla al piede, tra le sue doti spiccano velocità, controllo di palla e visione di gioco. Pecca di resistenza nell'arco dei 90 minuti di gioco.

## Carriera

### Club
Il 29 luglio 2014 - dopo aver trascorso quattro stagioni tra le file dello Smouha - viene acquistato dal Basilea, con cui firma un contratto valido per quattro anni. L'esborso economico effettuato dalla società svizzera è stato di 800.000 euro.
Il 1º ottobre 2014 esordisce da titolare nelle competizioni europee, in occasione di Basilea-Liverpool (1-0), partita valida per la fase a gironi di Champions League. Lascia il terreno di gioco nei minuti finali per far spazio a Luca Zuffi. Il 17 maggio 2015 la squadra si laurea campione di Svizzera.
Il 5 agosto 2015 passa in prestito oneroso con diritto di riscatto allo Zamalek.
Rescisso il contratto con il Basilea, l'8 settembre 2016 viene tesserato dall'Al Batin, in Arabia Saudita. Svincolatosi dalla società saudita, il 30 gennaio 2017 torna in Egitto, legandosi a parametro zero all'Al-Ahly. Il 16 settembre 2019 si accorda con il Pyramids.

### Nazionale
Esordisce con la selezione dei Faraoni il 7 marzo 2013 - sotto la guida tecnica di Bob Bradley - contro il Qatar, in un'amichevole persa per 3-1. Schierato in campo dal primo minuto, viene sostituito al 36' della ripresa da Ahmed Daouda, altro esordiente di giornata.
In precedenza aveva disputato alcuni incontri con la nazionale Under-23.

## Statistiche

### Presenze e reti nei club
Statistiche aggiornate al 1º dicembre 2022.
| Stagione        | Squadra         | Campionato      | Campionato | Campionato | Coppe nazionali | Coppe nazionali | Coppe nazionali | Coppe continentali | Coppe continentali | Coppe continentali | Altre coppe | Altre coppe | Altre coppe | Totale | Totale |
| Stagione        | Squadra         | Comp            | Pres       | Reti       | Comp            | Pres            | Reti            | Comp               | Pres               | Reti               | Comp        | Pres        | Reti        | Pres   | Reti   |
| --------------- | --------------- | --------------- | ---------- | ---------- | --------------- | --------------- | --------------- | ------------------ | ------------------ | ------------------ | ----------- | ----------- | ----------- | ------ | ------ |
| 2010-2011       | Smouha          | PL              | 25         | 2          | CE              | 1               | 0               | -                  | -                  | -                  | -           | -           | -           | 26     | 2      |
| 2011-2012       | Smouha          | PL              | 3          | 0          | -               | -               | -               | -                  | -                  | -                  | -           | -           | -           | 3      | 0      |
| 2012-2013       | Smouha          | PL              | 16         | 1          | CE              | 0               | 0               | -                  | -                  | -                  | -           | -           | -           | 16     | 1      |
| 2013-2014       | Smouha          | PL              | 16+3       | 6+2        | CE              | 5               | 6               | -                  | -                  | -                  | -           | -           | -           | 24     | 14     |
| Totale Smouha   | Totale Smouha   | Totale Smouha   | 60+3       | 9+2        |                 | 6               | 6               |                    | -                  | -                  |             | -           | -           | 69     | 17     |
| 2014-2015       | Basilea         | SL              | 12         | 1          | CS              | 4               | 1               | UCL                | 4                  | 0                  | -           | -           | -           | 20     | 1      |
| 2015-2016       | Zamalek         | PL              | 15         | 1          | CE+CE           | 1+1             | 0+1             | CC+CCL             | 4+2                | 1+2                | SE          | 0           | 0           | 23     | 5      |
| 2016-gen. 2017  | Al-Batin        | SPL             | 8          | 1          | CPC             | 2               | 0               | -                  | -                  | -                  | KCC         | 0           | 0           | 10     | 1      |
| gen.-giu. 2017  | Al-Ahly         | PL              | 5          | 1          | CE              | 3               | 0               | ACC+CCL            | 4+5                | 0                  | SE          | 0           | 0           | 17     | 1      |
| 2017-2018       | Al-Ahly         | PL              | 10         | 1          | CE              | 1               | 0               | ACC+CCL            | 2+6                | 0                  | SE          | 0           | 0           | 19     | 1      |
| 2018-2019       | Al-Ahly         | PL              | 4          | 0          | CE              | 0               | 0               | CCL                | 4                  | 0                  | SE          | 0           | 0           | 8      | 0      |
| Totale Al-Ahly  | Totale Al-Ahly  | Totale Al-Ahly  | 19         | 2          |                 | 4               | 0               |                    | 21                 | 0                  |             | 0           | 0           | 44     | 2      |
| 2019-2020       | Pyramids        | PL              | 0          | 0          | CE              | 0               | 0               | CC                 | 0                  | 0                  | -           | -           | -           | 0      | 0      |
| 2020-2021       | Pyramids        | PL              | 1          | 0          | CE              | 0               | 0               | CC                 | 0                  | 0                  | -           | -           | -           | 1      | 0      |
| Totale Pyramids | Totale Pyramids | Totale Pyramids | 1          | 0          |                 | 0               | 0               |                    | 0                  | 0                  |             | -           | -           | 1      | 0      |
| 2021-2022       | Al-Masry        | PL              | 20         | 2          | CE              | 1               | 0               | CC                 | 5                  | 0                  | -           | -           | -           | 26     | 2      |
| 2022-2023       | Aswan           | PL              | 4          | 0          | CE              | 0               | 0               | -                  | -                  | -                  | -           | -           | -           | 4      | 0      |
| Totale carriera | Totale carriera | Totale carriera | 142        | 18         |                 | 19              | 8               |                    | 36                 | 3                  |             | 0           | 0           | 197    | 29     |

### Cronologia presenze e reti in Nazionale
| Cronologia completa delle presenze e delle reti in nazionale ― Egitto | Cronologia completa delle presenze e delle reti in nazionale ― Egitto | Cronologia completa delle presenze e delle reti in nazionale ― Egitto | Cronologia completa delle presenze e delle reti in nazionale ― Egitto | Cronologia completa delle presenze e delle reti in nazionale ― Egitto | Cronologia completa delle presenze e delle reti in nazionale ― Egitto | Cronologia completa delle presenze e delle reti in nazionale ― Egitto | Cronologia completa delle presenze e delle reti in nazionale ― Egitto |
| Data                                                                  | Città                                                                 | In casa                                                               | Risultato                                                             | Ospiti                                                                | Competizione                                                          | Reti                                                                  | Note                                                                  |
| --------------------------------------------------------------------- | --------------------------------------------------------------------- | --------------------------------------------------------------------- | --------------------------------------------------------------------- | --------------------------------------------------------------------- | --------------------------------------------------------------------- | --------------------------------------------------------------------- | --------------------------------------------------------------------- |
| 7-3-2013                                                              | Al Rayyan                                                             | Qatar                                                                 | 3 – 1                                                                 | Egitto                                                                | Amichevole                                                            | -                                                                     | 81’                                                                   |
| 22-3-2013                                                             | Alessandria d'Egitto                                                  | Egitto                                                                | 10 – 0                                                                | eSwatini                                                              | Amichevole                                                            | 1                                                                     | 46’                                                                   |
| 4-6-2013                                                              | Il Cairo                                                              | Egitto                                                                | 1 – 1                                                                 | Botswana                                                              | Amichevole                                                            | -                                                                     | 61’                                                                   |
| 14-8-2013                                                             | El Gouna                                                              | Egitto                                                                | 3 – 0                                                                 | Uganda                                                                | Amichevole                                                            | -                                                                     | 61’                                                                   |
| 30-9-2013                                                             | Il Cairo                                                              | Egitto                                                                | 2 – 0                                                                 | Uganda                                                                | Amichevole                                                            | -                                                                     |                                                                       |
| 2-10-2013                                                             | Il Cairo                                                              | Egitto                                                                | 3 – 0                                                                 | Uganda                                                                | Amichevole                                                            | -                                                                     | 16’                                                                   |
| 30-5-2014                                                             | Santiago del Cile                                                     | Cile                                                                  | 3 – 2                                                                 | Egitto                                                                | Amichevole                                                            | -                                                                     | 85’                                                                   |
| 4-6-2014                                                              | Londra                                                                | Giamaica                                                              | 2 – 2                                                                 | Egitto                                                                | Amichevole                                                            | -                                                                     | 72’                                                                   |
| 5-9-2014                                                              | Dakar                                                                 | Senegal                                                               | 2 – 0                                                                 | Egitto                                                                | Qual. Coppa d'Africa 2015                                             | -                                                                     |                                                                       |
| 15-10-2014                                                            | Il Cairo                                                              | Egitto                                                                | 2 – 0                                                                 | Botswana                                                              | Qual. Coppa d'Africa 2015                                             | -                                                                     | 76’                                                                   |
| 19-11-2014                                                            | Monastir                                                              | Tunisia                                                               | 2 – 1                                                                 | Egitto                                                                | Qual. Coppa d'Africa 2015                                             | -                                                                     | 65’                                                                   |
| Totale                                                                |                                                                       | Presenze                                                              | 11                                                                    |                                                                       | Reti                                                                  | 1                                                                     |                                                                       |

## Palmarès

### Club
- Campionato svizzero: 1

Basilea: 2014-2015
- Coppa d'Egitto: 2

Zamalek: 2015
Al-Ahly: 2017
- Campionato egiziano: 3

Al-Ahly: 2016-2017, 2017-2018, 2018-2019
- Supercoppa d'Egitto: 1

Al-Ahly: 2017

### Individuale
- Capocannoniere della Coppa d'Egitto: 1

2013-2014 (6 gol)